# 23889 Германнграсман
23889 Германнграсман (23889 Hermanngrassmann) — астероїд головного поясу, відкритий 26 вересня 1998 року.
Тіссеранів параметр щодо Юпітера — 3,201.